# 11-я отдельная гвардейская десантно-штурмовая бригада
11-я отдельная гвардейская десантно-штурмовая орденов Суворова, Жукова и Кутузова бригада (сокр. 11 гв. одшбр, в/ч 32364) — соединение в составе десантно-штурмовых формирований СВ СССР (до 1988 года), в составе ВДВ СССР (с 1990 года) и на текущий момент отдельная часть в составе Воздушно-десантных войск Российской Федерации (с 1992 года).
Бригада дислоцирована в Улан-Удэ.

## История
Создана как 11-я отдельная десантно-штурмовая бригада 1 августа 1968 года в Могоче Читинской области на основании директивы начальника Генерального штаба Вооружённых Сил СССР от 4 июня 1968 года и штаба Забайкальского военного округа от 21 июня 1968 года. Сформирована на базе следующих подразделений:
- 1-й мотострелковый батальон 113-го гвардейского мотострелкового Новогеоргиевского Краснознамённого, ордена Кутузова полка 38-й гвардейской мотострелковой дивизии, переименованного в 617-й отдельный воздушно-десантный батальон
- прибывших из состава Московского военного округа (аэродром Торжок) и ставших основой 211-й авиационной группы
  - эскадрильи вертолётов Ми-8 (696-го отдельного вертолётного полка),
  - 656-й отдельной роты связи
  - 49-й отдельной роты аэродромно-технического обеспечения[2]

В ноябре 1968 года в состав бригады вошли:
- созданные в Нижнеудинске Иркутской области 618-й и 619-й десантно-штурмовые батальоны (на основе двух мотострелковых батальонов 52-й мотострелковой дивизии
- созданный в Могоче 284-й отдельный артиллерийский дивизион[2]

В апреле 1969 года на основании директивы штаба Забайкальского военного округа 617, 618, 619 десантно-штурмовые батальоны переформированы в 617, 618, 619 отдельные десантно-штурмовые батальоны.
В июле 1971 года директивой начальника Главного штаба Сухопутных войск бригада переименована в 11-ю отдельную десантно-штурмовую бригаду (ОДШБр).
1 сентября 1977 года на основании директивы начальника Главного штаба Сухопутных войск 11-я отдельная десантно-штурмовая бригада перешла на новый штат, а десантники на форму ВДВ (до этого носили форму мотострелков).
В 1987 году усиленный отдельный десантно-штурмовой батальон принимал участие в крупномасштабных учениях по десантированию, захвату и удержанию плацдарма на мысе Шмидта на берегу Северного Ледовитого океана. За проявленные мужество и воинскую доблесть в ходе проведения учений в тяжелейших арктических условиях, 8 декабря 1987 года бригада награждена Вымпелом Министра обороны СССР.
На основании директивы Министра обороны СССР от 6 декабря 1989 года № 314/3/001592 и директивы командующего Воздушно-десантными войсками от 27 марта 1990 года № 568/3/0836 к 1 июня 1990 года 11-я отдельная десантно-штурмовая бригада Забайкальского военного округа была передана в состав Воздушно-десантных войск и переформирована в 11-ю отдельную воздушно-десантную бригаду (в/ч 32364).
В ноябре 1992 года бригада была передислоцирована в пос. Сосновый Бор, города Улан-Удэ Республики Бурятия.
В декабре 1995 года — январе 1996 года бригада в соответствии с приказом Министра обороны РФ № 070 от 26 декабря 1995 года «О совершенствовании руководства войсками (силами)» была переподчинена командованию Забайкальского военного округа.
По итогам прошедших в 2010 году оперативно-стратегических учений «Восток-2010» бригада награждена вымпелом начальника Генерального штаба Вооружённых Сил РФ «За воинскую доблесть».
24 августа 2011 года Президент РФ вручил в Бурятии Боевое Знамя 11-й отдельной десантно-штурмовой бригаде Восточного военного округа.

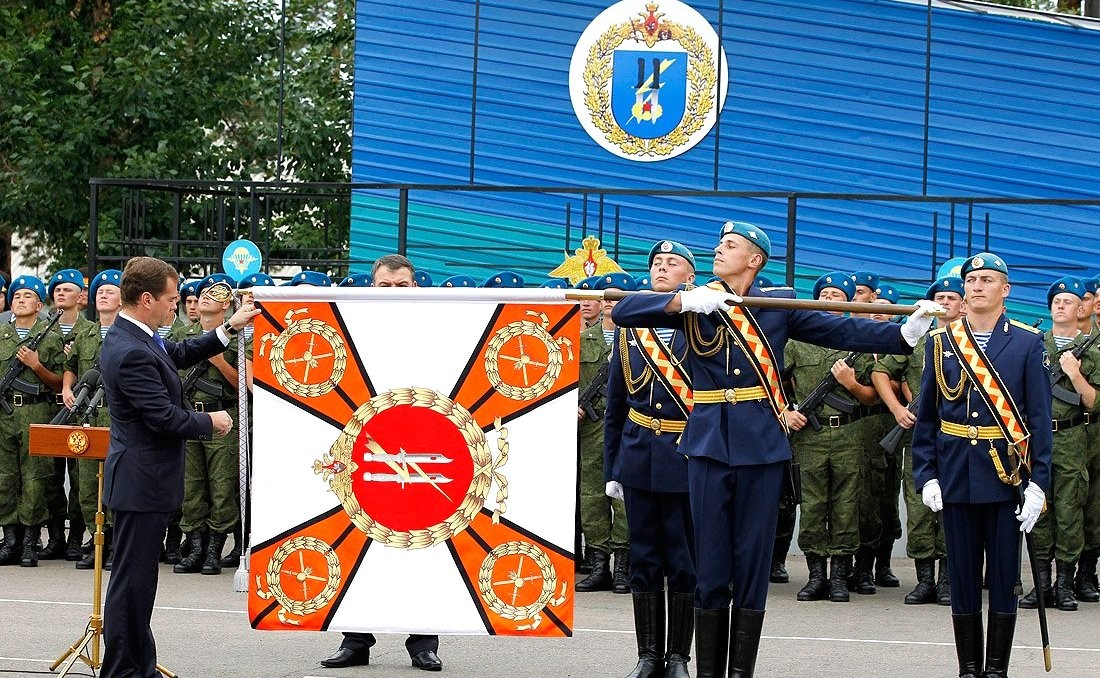
Президент России вручает 11-й ОДШБр Боевое Знамя нового образца

В период с 18 октября по 30 октября 2013 года личный состав бригады принимал участи в международных учениях «ИНДРА-2013» проходивших на территории Республики Индия.
1 декабря 2013 года бригада выведена из состава 36-й общевойсковой армии Восточного военного округа и вошла в состав Воздушно-десантных войск вместе с 56-й и 83-й десантно-штурмовыми бригадами.
25 марта 2015 года Президент России Владимир Путин подписал указ о присвоении бригаде гвардейского почётного наименования.
По заявлению Минобороны РФ, 26 февраля 2022 года в ходе вторжения России на Украину при форсировании Днепра в районе Каховки был тяжело ранен командир бригады гвардии полковник Д. Н. Шишов (позывной «Шиша») и убит заместитель командира бригады подполковник Д. В. Глебов. 29 июня 2022 года в Павловском Посаде прошли похороны заместителя начальника штаба, начальника оперативного отдела штаба бригады подполковника П. А. Кислякова.
Указом Президента РФ № 804 от 26.10.2023 бригада награждена орденом Суворова.
Указом Президента РФ № 801 от 18.09.2024 бригада награждена орденом Жукова.

## Состав
В составе бригады:
- штаб;
- парашютно-десантный батальон на БМД (бывший 1-й десантно-штурмовой батальон на БМП-2);
- 1-й десантно-штурмовой батальон на БМП-2 (бывший 2-й десантно-штурмовой батальон на БМП-2);
- 2-й десантно-штурмовой батальон на БМП-2 (бывший 3-й десантно-штурмовой батальон на БМП-2);
- гаубичный артиллерийский дивизион (122-мм гаубицы Д-30);
- зенитная ракетно-артиллерийская батарея;
- батарея противотанковых управляемых ракет;
- разведывательный батальон;
- рота специального назначения;
- стрелковая рота снайперов;
- рота управления (бывшая рота связи);
- инженерно-сапёрная рота;
- рота десантного обеспечения;
- взвод радиационной химической биологической защиты;
- ремонтная рота;
- рота материального обеспечения;
- медицинская рота;
- комендантский взвод;
- рота радиоэлектронной борьбы;
- рота беспилотных летательных аппаратов.

## Командиры
- полковник Дук Юрий Иванович (1968—1972)
- генерал-майор Шмелёв Валентин Александрович (1972—1979)
- полковник Колесников Иван Васильевич (1979—1983)
- полковник Бондарь Альберт Григорьевич (1983—1986)
- полковник Батыров Мухамед Тучьевыич (1986—1989)
- полковник Качанов Анатолий Петрович (1989—1991)
- полковник Борисов Вячеслав Николаевич (1991—1995)
- полковник Малык Василий Михайлович (1995—1998)
- полковник Воронков Владимир Евгеньевич (1998—2000)
- полковник Гордеев Николай Николаевич (2000—2002)
- полковник Хоптяр Андрей Евгеньевич (2002—2005)
- полковник Бронюк Виталий Александрович (2005—2012)
- гвардии полковник Уголёв Михаил Николаевич (2012—2013)
- гвардии полковник Митяев Олег Юрьевич (2013—2015)
- гвардии полковник Евдокимов Руслан Леонтьевич (2015—2020)
- гвардии полковник Шишов Денис Николаевич (2020—2022)
- полковник Баянов Заян Александрович (2023-2024)
- врио командира гвардии подполковник Ласков Виталий Александрович (2024—н.в.)

## Отличившиеся воины
- гвардии ефрейтор Фаршинёв Дмитрий Александрович (2022 г, посмертно)
- гвардии подполковник Сорокин Денис Михайлович (2022 г, посмертно)
- гвардии старший лейтенант Попов Александр Николаевич (2022 г, посмертно)
- гвардии подполковник Мункожаргалов, Дашибал Цырендоржиевич (2023 г)
- гвардии младший лейтенант Дашиев, Жаргал Баирович (2024 г, посмертно)